# Dardan
Dardan Mushkolaj také jen Dardan či uměleckým jménem Mister Dardy (* 1997 Stuttgart) je německý rapper kosovsko-albánského původu. Jeho styl je silně ovlivněn britským grimem. Svou hudbu vydává prostřednictvím nezávislého labelu Thirtysevensounds.

## Životopis
Vyrůstal ve Stuttgartu jako syn kosovsko-albánských přistěhovalců. Jeho bratr mu v dětství představil britský grime, jímž se inspiroval a později začal sám rappovat. V roce 2016 vydal společně s rapperem Enem skladbu Wer macht Para?, která se v Německu stala virálním hitem, která měla v únoru 2018 více než 18 000 000 zhlédnutí na YouTube. Dne 19. května 2017 vydal své první album Hallo Deutschrap. Album je silně ovlivněno grimem a některými prvky trapu. Na albu se objevili hostující umělci jako Olexesh, Mosenu a Darrel.